# HD 51043
HD 51043，又名CP-53 1177，SAO 234762、HR 2587，是一颗恒星，视星等为6.57，位于銀經263.86，銀緯-21.48，其B1900.0坐标为赤經6h 50m 39.2s，赤緯-53° -21.48′ 57″。